# Алгоритм Бройдена — Флетчера — Гольдфарба — Шанно
Алгоритм Бройдена — Флетчера — Гольдфарба — Шанно (BFGS) (англ. Broyden — Fletcher — Goldfarb — Shanno algorithm) — итерационный метод численной оптимизации, предназначенный для нахождения локального максимума/минимума нелинейного функционала без ограничений.
BFGS — один из наиболее широко применяемых квазиньютоновских методов. В квазиньютоновских методах не вычисляется напрямую гессиан функции. Вместо этого гессиан оценивается приближенно, исходя из сделанных до этого шагов. Также существуют модификация данного метода с ограниченным использованием памяти (L-BFGS), который предназначен для решения нелинейных задач с большим количеством неизвестных, а также модификация с ограниченным использованием памяти в многомерном кубе (L-BFGS-B).
Данный метод находит минимум любой дважды непрерывно дифференцируемой выпуклой функции. Несмотря на эти теоретические ограничения, как показывает опыт, BFGS хорошо справляется и с невыпуклыми функциями.

## Описание
Пусть решается задача оптимизации функционала:
{\displaystyle \arg \min _{x}f(x).}
Методы второго порядка решают данную задачу итерационно, с помощью разложения функции в полином второй степени:
{\displaystyle f(x_{k}+p)=f(x_{k})+\nabla f^{T}(x_{k})p+{\frac {1}{2}}p^{T}H(x_{k})p,}
где {\displaystyle H} — гессиан функционала {\displaystyle f} в точке {\displaystyle x}. Зачастую вычисление гессиана трудоемки, поэтому BFGS алгоритм вместо настоящего значения {\displaystyle H(x)} вычисляет приближенное значение {\displaystyle B_{k}}, после чего находит минимум полученной квадратичной задачи:
{\displaystyle p_{k}=-B_{k}^{-1}\nabla f(x_{k}).}
Как правило, после этого осуществляется поиск вдоль данного направления точки, для которой выполняются условия Вольфе.
В качестве начального приближения гессиана можно брать любую невырожденную, хорошо обусловленную матрицу. Часто берут единичную матрицу. Приближенное значение гессиана на следующем шаге вычисляется по формуле:
{\displaystyle B_{k+1}=B_{k}-{\frac {B_{k}s_{k}s_{k}^{T}B_{k}^{T}}{s_{k}^{T}B_{k}s_{k}}}+{\frac {y_{k}y_{k}^{T}}{y_{k}^{T}s_{k}}},}
где {\displaystyle I} — единичная матрица, {\displaystyle s_{k}=x_{k+1}-x_{k}} — шаг алгоритма на итерации, {\displaystyle y_{k}=\nabla f_{k+1}-\nabla f_{k}} — изменение градиента на итерации.
Поскольку вычисление обратной матрицы вычислительно сложно, вместо того, чтобы вычислять {\displaystyle B_{k}^{-1}}, обновляется обратная к {\displaystyle B_{k}} матрица {\displaystyle C_{k}=B_{k}^{-1}}:
{\displaystyle C_{k+1}=(I-\rho _{k}s_{k}y_{k}^{T})C_{k}(I-\rho _{k}y_{k}s_{k}^{T})+\rho _{k}s_{k}s_{k}^{T},}
где {\displaystyle \rho _{k}={\frac {1}{y_{k}^{T}s_{k}}}}.

## Алгоритм
дано {\displaystyle \varepsilon ,\;x_{0}}

инициализировать {\displaystyle C_{0}}

{\displaystyle k=0}

while {\displaystyle ||\nabla f_{k}||>\varepsilon }

    найти направление {\displaystyle p_{k}=-C_{k}\nabla f_{k}}

    вычислить {\displaystyle x_{k+1}=x_{k}+\alpha _{k}p_{k}}, {\displaystyle \alpha _{k}} удовлетворяет условиям Вольфе 

    обозначить {\displaystyle s_{k}=x_{k+1}-x_{k}} и {\displaystyle y_{k}=\nabla f_{k+1}-\nabla f_{k}}

    вычислить {\displaystyle C_{k+1}}

    {\displaystyle k=k+1}

end